# Kobe Vandekerkhove
Kobe Vandekerkhove (Roeselare, 10 juli 1984), bijnaam Magic, is een Belgische voormalig bokser.

## Biografie
Na zwemmen en fitness begon Vandekerkhove te boksen en deed zijn eerste kamp op de leeftijd van 18 jaar.
Hij was aangesloten bij de boksclub van Roeselare van zijn 15e tot zijn 20e. Daarna bokste hij 4 jaar in Izegem met Renald De Vulder als trainer en vervolgens 2 jaar te Lichtervelde met Filiep Tampere. Momenteel is hij aangesloten bij "BC patro Waregem" onder trainer Jean-Pierre Poppe. In 2014 maakte Vandekerkhove bekend te stoppen met boksen. In maart 2015 volgde het definitieve einde van zijn carrière en nam ook afscheid via een mededeling op zijn webstek.
Hij was onder meer Belgisch kampioen weltergewicht bij de elite.
Inmiddels woont hij in Oostende en heeft zich toegelegd op zeezwemmen.

## Statistieken[3]
anno april 2012
- Aantal wedstrijden gespeeld : 36
- Aantal gespeelde ronden :226
- Aantal gewonnen : 20 (6 met ko)
- Aantal verloren : 13 (2 met ko)
- Aantal dawn : 3
- Wereld ranglijst : 376 / 1550
- Belgische ranglijst: 1 / 12

## Erelijst
- 2007 Belgisch kampioen weltergewicht
- 2009 Belgisch kampioen weltergewicht
- 2010 Belgisch kampioen weltergewicht
- 2012 Belgisch kampioen weltergewicht